# 夕映え少女 (映画)
『夕映え少女』（ゆうばえしょうじょ）は、2008年（平成20年）に劇場公開された日本映画。「イタリアの歌」「むすめごころ」「浅草の姉妹」「夕映え少女」の4作品からなるオムニバス映画である。川端康成の短編小説『夕映少女』（原題）をはじめとする4編を原作としている。
当時、東京藝術大学大学院映像研究科に在籍する4人が監督を務めた。2008年1月26日より渋谷ユーロスペースにてレイトショー後、大阪、名古屋などにて劇場公開された。

## イタリアの歌
スタッフ
- 監督：山田咲
- 脚本：小林美香
- 原作：川端康成『イタリアの歌』
- 撮影：佐々木靖之
- 美術：田中浩二
- 照明：佐々木靖之
- 録音：大堀太輔
- 編集：横山昌吾

キャスト
- 咲子：吉高由里子
- 鳥居博士： 高橋和也
- 友江：尾上紫
- 町子：りりィ

など

## むすめごころ
スタッフ
- 監督：瀬田なつき
- 脚本：菅野あゆみ
- 原作：川端康成『むすめごころ』
- 撮影：山本大輔
- 美術：三塚公子
- 照明：山本大輔
- 録音：草刈悠子
- 編集：山崎梓

キャスト
- 山田麻衣子
- 高橋真唯
- 柏原収史

## 浅草の姉妹
スタッフ
- 監督：吉田雄一郎
- 脚本：菅野あゆみ、山田卓
- 原作：川端康成『浅草の姉妹』
- 撮影：小林英彦
- 美術：田中浩二
- 照明：小林英彦
- 録音：光地拓郎
- 編集：長谷海平

キャスト
- 波瑠
- 韓英恵
- 三村恭代
- 河合龍之介

## 夕映え少女
スタッフ
- 監督：船曳真珠
- 脚本：多和田紘希
- 原作：川端康成『夕映少女』
- 撮影：湯澤祐一
- 美術：三塚公子
- 照明：湯澤祐一
- 録音：草刈悠子
- 編集：山本良子

キャスト
- 田口トモロヲ
- 宝積有香
- 五十嵐令子
- 円城寺あや
- いしのようこ